# Aquila (журнал)
Aquila (рус. Орёл) — научный орнитологический журнал Венгрии. Основан зоологом Отто Германом в Будапеште (Австро-Венгрия) в 1894 году.
Изначально журнал выходил нерегулярно, однако позже сменил формат на ежегодник. С 2011 года стал периодическим изданием с двумя и более выпусков ежегодно.
Публикует обзорные статьи, а также научные работы, касающиеся птиц, в основном, но не исключительно — орнитофауны Паннонии и Карпатского региона. Журнал двуязычный — печатаются статьи как на английском, так и венгерском языках. Рефераты журнала «Aquila» помещаются в «Zoological Record» и «Fisheries and Wildlife Reviews» («Обзорах рыболовства и дикой природы»).
«Aquila» — восьмой по объёму орнитологический журнал в мире.